# Scotinella divinula
Scotinella divinula là một loài nhện trong họ Phrurolithidae.
Loài này thuộc chi Scotinella. Scotinella divinula được Willis J. Gertsch miêu tả năm 1941.